# 隼神社 (奈良市)
隼神社（はやぶさじんじゃ）は、奈良県奈良市角振新屋町（つのふりしんやちょう）にある神社。角振明神・角振隼明神等とも呼ばれ、椿本神社と呼ばれたこともある。鎮座する角振新屋町・角振町の町名の由来ともなった。

## 歴史
「昔は春日山にあり、椿本の神祠という」と『大和志』には記されている。当初の祠は治承4年（1180年）の兵火で炎上し失われ、その後神木を祀るようになった。
由緒には「いつの頃からか神木の東に弁財天の小祠が設けられ、現在宗像神社として配祀されている。これはもと神宮寺の庭内社と称す。降って建治4年（1278年）興福寺の大火で再度の火難に類焼して終に現状の小祠となる」と記される。
平安遷都に伴い、この地から京都に分祀されたという。

## 祭神
- 隼総別命 - 角振神は、火酢芹命の御子で、隼神は父であり、父子二座を祀る[1]。

## 境内
- 神木 - 柿の枯樹に注連縄を張って神木とし、傍に新しい柿の木も植えられている[1]。柳が神木であったこともあるとされている[1]。『奈良坊目拙解』によると柿の大木を神木として毎年正月に注連縄を張り、毎月朔日を縁日としていたと見え、『奈良曝』には「毎月朔日ことに町のとしより、ゑぼしすわふを着して御供御酒をそなへしか、中比より上下ニりやくせり」とある[2]。

- 石灯籠 - 享保4年（1719年）のもの[1]。

- 配祀社 - 宗像神社で市杵島姫命を祀る[1]。

### 延命地蔵

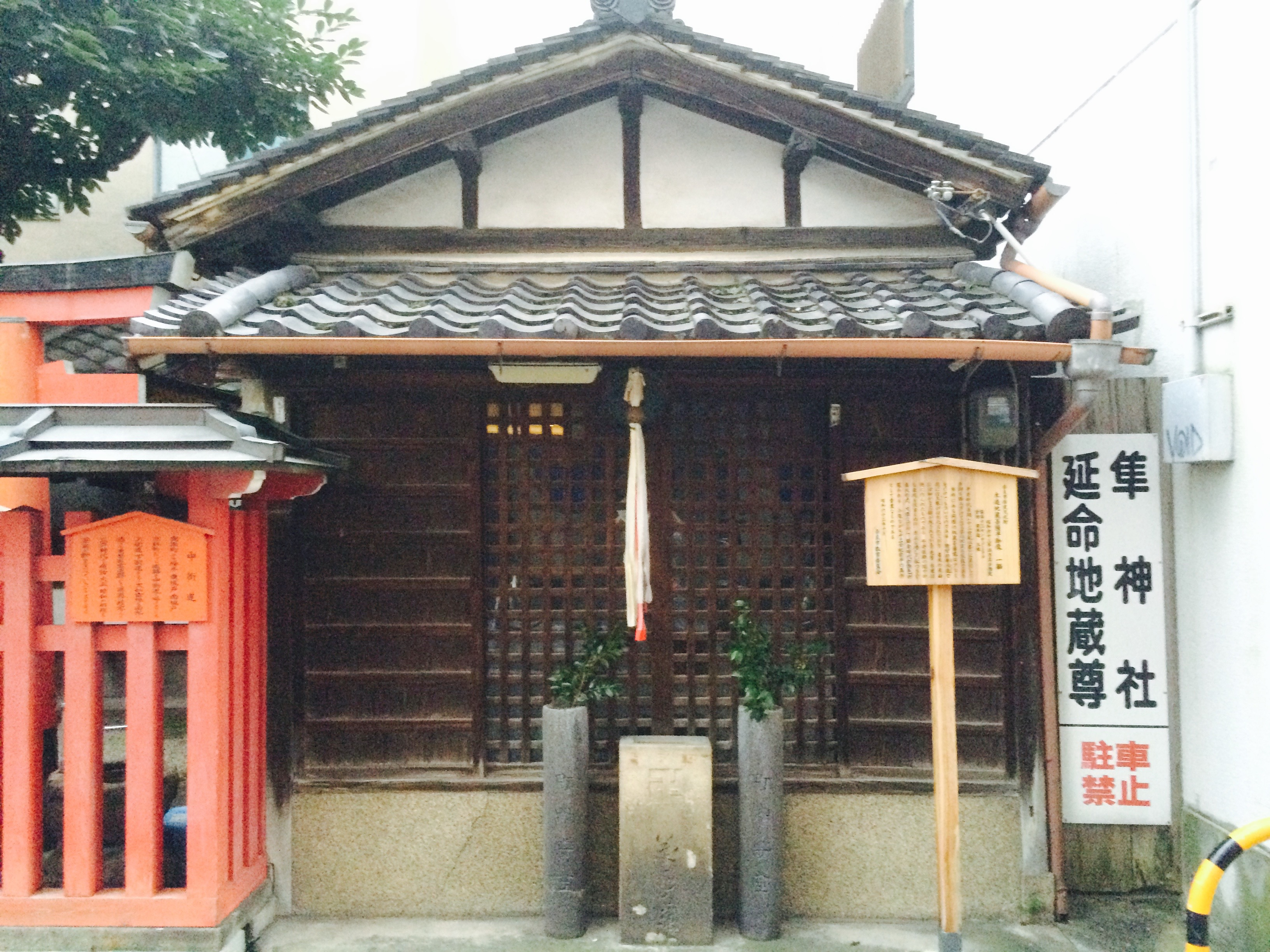
延命地蔵尊

延命地蔵と呼ばれる地蔵菩薩像が社務所の奥に祀られている。平素は施錠された厨子に収められており、両開きの扉内部には四天王像が描かれている。毎月24日に阿弥陀寺（南風呂町 安養山淨土院阿彌陀寺）の住職による法要が行われる。
像高は73センチメートルで、平安時代後期に流行した、片脚を踏み下げて座る姿の半跏像である。檜材の寄木造で、目には玉眼がはめ込まれ、着衣の表面には鎌倉時代の特色が窺われる細かな文様が施されている。光背、台座は後に作られたものである。
昭和63年3月3日、奈良市指定文化財に指定されている。